# نادي ليتشويس (نادي كرة قدم)
نادي ليتشويس هو نادي كرة قدم برتغالي أٌسس عام 1907. يلعب النادي في ليغا برو.